# Jägerhofstraße
Jägerhofstraße est une rue du quartier de Pempelfort de Düsseldorf. Il longe le Jardin de Cour (de) et porte le nom du château de Jägerhof à l'extrémité Est, son point de vue.

## Position
La Jägerhofstraße s'étend d'est en ouest et, dans le prolongement de la Maximilian-Weyhe-Allee, relie la vieille ville au centre-ville nord. Faisant partie de la L 392 (Meerbusch–Unterrath), la Jägerhofstraße est très fréquentée.

## Histoire
La Jägerhofstraße d'aujourd'hui faisait à l'origine partie d'une route de liaison et commerciale qui reliait Düsseldorf à la ville voisine de Ratingen depuis la porte de Ratingen (de). Sur un plan de la ville datant de 1809, qui montre Düsseldorf après le démantèlement des fortifications, la rue actuelle est indiquée comme un chemin en grande partie non construit et sans nom, avec des champs et des jardins au nord et le Jardin de Cour situé au sud. La Jägerhofstraße apparaît pour la première fois sur un plan de la ville de 1833, nommée d'après le château de Jägerhof, achevé en 1766. La rue est officiellement créée le 3 juillet 1854. À cette époque, au milieu du XIXe siècle, la Jägerhof- et les rues environnantes sont l'une des adresses préférées de la classe dirigeante bourgeoise de Düsseldorf et de nombreux artistes. En 1856, outre les sculpteurs, graveurs et doreurs, 37 peintres vivent dans les 35 maisons d'alors, dont W. Camphausen, E. Geselschap, H. Gude, C. Häberlin.
C'est dans le bâtiment de garnison de la Jägerhofstraße 5, siège de l'état-major de la 14e division d'infanterie, dirigée avant la Première Guerre mondiale par Dedo von Schenck, que se déroulent le 8 novembre 1918 des négociations entre le conseil d'ouvriers et de soldats dirigé par l'USPD et le commandement local de l'armée allemande, sous la médiation du maire Adalbert Oehler (de) et le chef de la police Robert Lehr.
Au début du XXe siècle, une société d'équitation se trouve au 10 de la Jägerhofstraße. Peu après la Seconde Guerre mondiale, l'association "Club d'équitation du Jardin de Cour" y est fondée. Parmi les 14 membres fondateurs, on compte entre autres le duc et la duchesse de Croÿ et le magnat industriel de Düsseldorf Gustav Zapp (de).

## Développement

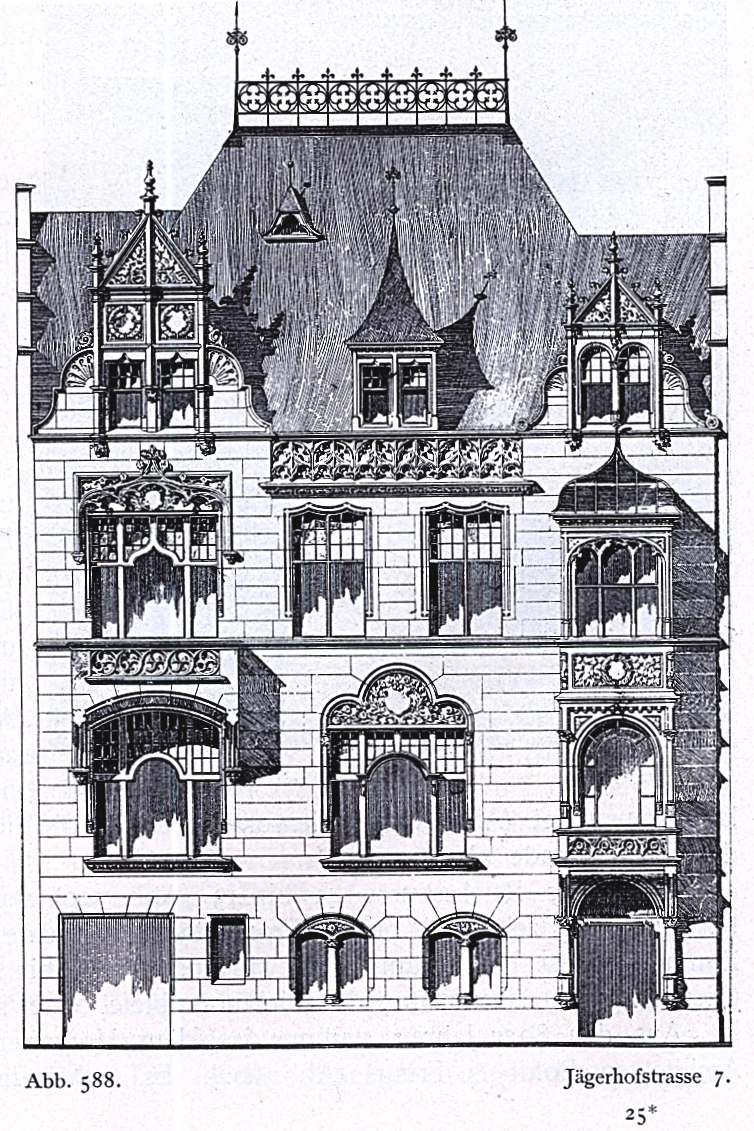
Jägerhofstraße 7

À l'exception de la Maison du jardinier de la cour (n ° 1), la Jägerhofstraße est exclusivement développée du côté nord de la rue. Le jardin de la cour est du côté sud. Seuls quelques bâtiments subsistent du développement historique, notamment:
- Jägerhofstraße 1, musée du théâtre de Düsseldorf (de)
- Jägerhofstraße 6, ministère des Finances de l'État de Rhénanie-du-Nord-Westphalie (de)
- Jägerhofstraße 19–20 (de), immeuble résidentiel du Dr. Friedrichs, construit 1907-1909, architecte Ludwig H. Fettweis, seule la façade a survécu

Bâtiments détruits :
- Jägerhofstraße 5, le palais du prince de Croÿ, remodelé vers 1856 par Rudolf Wiegmann, plus tard le bâtiment de commandement de la division
- Jägerhofstraße 7, maison Carl Rudolf Poensgen (de), construite par les architectes Kayser (de) & Großheim (de) vers 1899[7], auparavant il y avait la maison de Rudolf et Eduard Bendemann
- Jägerhofstraße 20 et 21, construit au milieu du XIXe siècle, architecte Anton Schnitzler
- Jägerhofstraße 22 (de), maison du Dr. Marcus, construit en 1904, architecte Otto March (de)

Bâtiments d'après-guerre sous protection des monuments :
- Jägerhofstraße 21 (de), immeuble de bureaux
- Jägerhofstraße 29, immeuble de bureaux (voir : maison en aluminium (de))

## Résidents et propriétaires connus (sélection)
- - sur la Hofgartenstraße

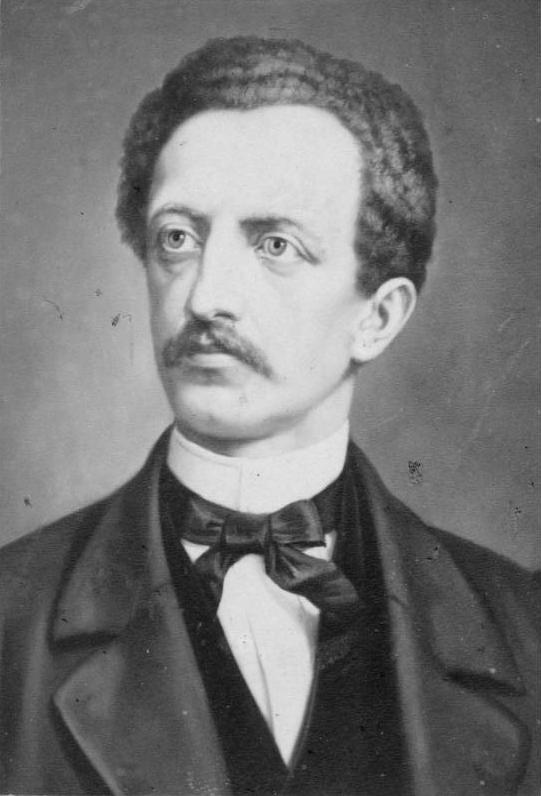
Ferdinand Lassalle, vers 1860

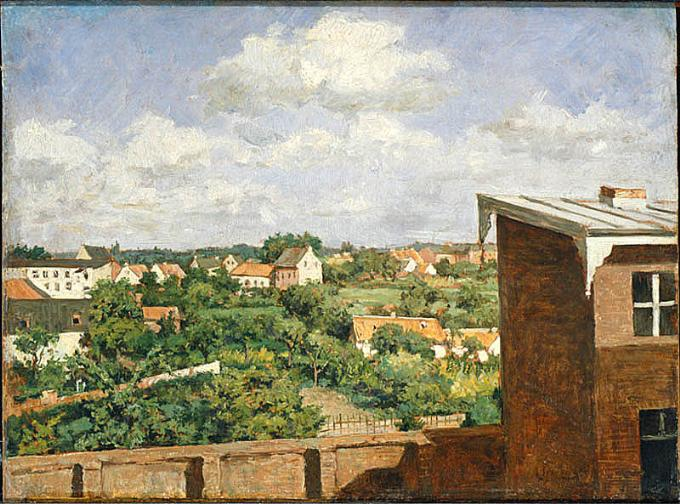
Vue de Düsseldorf depuis la fenêtre de l'atelier (probablement l'arrière de la Jägerhofstraße 26), peinture d'August Jernberg, vers 1865

- Maison du Jardin, n° 1 : Carl Hermann Schauenburg (de) (1819–1876), médecin, vers 1857–1859 ; Otto Rethel, peintre, vers 1867-1870 ; Philipp Röth, peintre, vers 1870[8] ; Berndt Lindholm, peintre suédo-finlandais, vers 1867 ; Constantin von Briesen, conseiller de gouvernement à Düsseldorf avec sa famille, vers 1875 ;
  - sur la Kaiserstraße
- Maison n° 2 : les peintres Wünnenberg (de), Volkhardt (de), Brenner et Schanke, vers 1859 ; Georg Anton Rasmussen (de), peintre norvégien, vers 1865[9] (en 1887, la parcelle du n° 2 est répertoriée comme non construite).
- Maison n° 3 : Ernst Schiess (de), entrepreneur, vers 1900 propriétaire, Hans Franzius (1874–1948), architecte, vers 1905 ;
- Maison n°4 : Eberhard Stammel (de), peintre, vers 1867, propriétaire avéré en 1887[10]
- Maison n° 5 : prince de Croÿ, lieutenant-général, propriétaire ; plus tard bâtiment de commandement de division
- Maison n°6 : Hermann Sondermann, peintre, y vit vers 1865[11]
- Maison n° 7 : Eduard Bendemann, peintre, propriétaire, maison où il meurt en 1889[12] ; Sophie von Hatzfeldt, socialiste, et Ferdinand Lassalle, dirigeant ouvrier, vivent dans la maison n° 7[13] ; après une nouvelle construction à la fin du XIXe siècle l'industriel Carl Rudolf Poensgen (de)[14]
- Maison n° 8 et 8a : Fredrik Wohlfahrt (de), peintre suédois, vers 1865 ; Karl Rudolf Sohn et Paul Eduard Richard Sohn (de), peintres, y vivent vers 1875 [15] ; Eduard Bendemann, peintre, propriétaire vers 1885
- Maison n°9 : Wilhelm Camphausen, peintre, propriétaire depuis 1855 environ, maison où il meurt en 1885, son fils Felix Camphausen (de) ; Gustav Marx (de), peintre, vers 1889[16]
- Maison n° 10 : Theodor Mintrop, peintre, maison de sa mort en 1870, y vit de 1859 à 1867 en colocation avec Eduard Geselschap, peintre germano-néerlandais[17],[18],[19]
- Maison n°11 : Maison natale du mathématicien Felix Klein (plaque commémorative) ; Hans Fredrik Gude, peintre norvégien, possédé vers 1859[20] ; 1865 inhabité
- Maison n° 13 : Gustav Süs (de), peintre, vers 1855[21] ; Hermann Pohle, peintre, vers 1865, en devient propriétaire ; Franz Maria Ingenmey, peintre, vers 1865 ; Carl Irmer, peintre, vers 1865 ; Carl von Häberlin, peintre, vers 1859 ; Arnold Overbeck, peintre et photographe, vers 1859 [22] ; August Wittig, sculpteur, 1865 ; Hermann Emil Pohle, peintre, vit dans la maison de son père ; Wilhelm Degode, peintre, y réside
- Maison n°14 : Bernhard Budde (de), peintre, vers 1875, propriété avérée en 1887
  - Carrefour : Feldstraße
- Maison n°15 : August Weber, peintre, propriétaire vers 1859[23]
- Maison n°18 : Emil Gottlieb Schuback, peintre, y vit au début des années 1890[24]
- Maison n°19 : vers 1875 quelques peintres dont Victor Zeppenfeld (de)
- Maison n° 20 : Anton Schnitzler, architecte, propriétaire 1859, Adolf von Randow (de), sculpteur, y vit vers 1859 [25], Emil Hünten, peintre, propriétaire depuis 1870[26] ; Max Hünten, peintre, vit dans la maison de son père jusqu'en 1895 environ[27]
- Maison n°21 : Anton Schnitzler, architecte, propriétaire 1859
- Maison n° 23 (n'est pas encore construite en 1859) : Georg Oeder, peintre, vers 1870 ; Gustav von Eckenbrecher (de), écrivain et médecin généraliste, propriétaire vers 1875[28], son fils Themistokles von Eckenbrecher (de), peintre, vérifiable vers 1885
- Maison n° 24 (n'est pas encore construite en 1859) : Hermann Krüger (de), peintre, vers 1875, propriétaire avéré en 1885 ; vers 1935 ans directeur général de la musique Hugo Balzer (de)
- Maison n° 25 (n'est pas encore construite en 1859) : Leonhard Rausch, peintre et graveur sur cuivre, vers 1875, propriétaire avéré en 1885
- Maison n° 26 : Moritz Ulffers (de), peintre et lithographe, vers 1863 [29] ; August Jernberg (de), peintre suédois, y a son atelier[30] ; Olof Jernberg, peintre, chez son père August Jernberg de 1865 à 1868
- Maison n° 27 : Moritz Ulffers, peintre et lithographe, y vit à partir de 1856 avant de s'installer au n° 26[31] ; Otto Rethel, peintre, y réside vers 1859 ; Wilhelm Porttmann (de), peintre, vers 1865
- Maison n° 28 : August Leu, peintre, propriétaire vers 1859[32] ; Hugo Haniel (1854–1896), copropriétaire de "Haniel & Lueg", y vit vers 1890[33]
- Maison n° 30 : Anton Kraus, doreur à la cour, propriétaire vers 1859[34] ; Rudolf von Normann, peintre, y réside vers 1859 ; Sophus Jacobsen, peintre norvégien, vers 1863
- Maisons nos 31 à 33 vacantes de 1859 à 1875
- Maison n°34 : auberge du propriétaire Wahl, vers 1859 ; Henry Lot (de), peintre hollandais, vers 1859 ; Heinrich Ewers (de), peintre, vers 1865 ; August Lüttmann (de) (1829-1882), peintre, vers 1875
- Maison n° 35 (alors au coin de la Pempelforterstraße) : auberge de Röntz, vers 1859
  - sur la Pempelforterstraße